# Alt (Familienname)
Alt ist ein deutscher Familienname.

## Namensträger

### A
- Albrecht Alt (1883–1956), deutscher protestantischer Theologe
- Augustus Alt (1734–1815), britischer Soldat und erster Landvermesser von New South Wales

### C
- Carl Alt (Karl Alt; 1873–nach 1935), deutscher Literaturhistoriker
- Carol Alt (* 1960), US-amerikanisches Model und Schauspielerin
- Christian Alt (* 1988), deutscher Journalist und Autor

### D
- Denis Alt (* 1980), deutscher Politiker (SPD)
- Dennis Alt (* 1986), deutscher Maskenbildner
- Don Alt (1916–1988), US-amerikanischer Politiker (Republikanische Partei)

### E
- Eckhard Alt (* 1949), deutscher Arzt, Wissenschaftler und Unternehmer
- Ernst Alt (1935–2013), deutscher Maler und Bildhauer
- Eugen Alt (1878–1936), deutscher Meteorologe und Klimatologe

### F
- Florian Alt (* 1996), deutscher Motorradrennfahrer
- Franz Alt (Maler) (1824–1914), österreichischer Maler
- Franz Alt (Mathematiker) (1910–2011), US-amerikanischer Mathematiker
- Franz Alt (Journalist) (* 1938), deutscher Publizist und Fernsehmoderator
- Frederick Alt (* 1949), US-amerikanischer Genetiker und Immunologe

### G
- Gallus Alt (1610–1687), Fürstabt von St. Gallen
- Georg Alt (um 1450–1510), deutscher Historiker
- Grete Alt-Lantschner (1906–1989), österreichische Skirennläuferin
- Günter D. Alt (* 1944), deutscher Fernsehjournalist und Moderator

### H
- Hans Alt (Fußballspieler) (1938–2000), deutscher Fußballspieler
- Hans Alt-Küpers (* 1948), deutscher Lehrer und Landespolitiker (Nordrhein-Westfalen) (SPD)
- Hans-Peter Alt (* 1953), deutscher Fußballspieler
- Hans Ulrich Alt (kurz nach 1557–nach 1613), württembergischer Maler
- Hans Wilhelm Alt (* 1945), deutscher Mathematiker
- Heinrich Alt (* 1950), deutsches Vorstandsmitglied der Bundesagentur für Arbeit
- Heinz Alt (1922–1945), deutscher Komponist und NS-Opfer
- Hermann Alt (1889–1954), deutscher Maschinenbauingenieur und Professor

### I
- Irene Alt (* 1957), deutsche Politikerin (Grüne)

### J
- J. Kenji López-Alt (James Kenji López-Alt), US-amerikanischer Koch und Foodwriter
- Jakob Alt (1789–1872), deutscher Maler und Lithograf
- Jenny Fleischer-Alt (1863–1942), deutsch-ungarische Opernsängerin (Sopran)
- Joachim Friedrich von Alt-Stutterheim (1889–1950), deutscher Staatsbeamter
- Joe Alt (* 2003), US-amerikanischer American-Football-Spieler
- Johann Karl Wilhelm Alt (1797–1869), deutscher evangelischer Theologe
- Johannes Alt (1896–nach 1940), deutscher Germanist
- John Alt (* 1962), US-amerikanischer American-Football-Spieler
- Jörg Alt (* 1961), deutscher Jesuit
- Jörn-Felix Alt (* 1988), deutscher Sänger und Musicaldarsteller
- Jürgen August Alt (* 1949), deutscher Sachbuchautor und Rhetoriktrainer

### K
- Karin Alt (* 1928), deutsche Altphilologin
- Karl Alt (1897–1951), deutscher evangelischer Theologe
- Kurt W. Alt (* 1948), deutscher Anthropologe und Hochschullehrer

### L
- Lars Alt (* 1991), deutscher Politiker
- Lore Alt (1925–2023), deutsche Stenotypistin und vierfache Weltmeisterin im Schnellschreiben auf der Schreibmaschine

### M
- Männy Alt (1910–2000), Schweizer Kommunist
- Mark Alt (* 1991), US-amerikanischer Eishockeyspieler
- Michael Alt (1905–1973), deutscher Musikpädagoge

### O
- Otmar Alt (* 1940), deutscher Maler und Bildhauer

### P
- Patrick Alt (* 1985), deutscher Fußballschiedsrichter
- Peter-André Alt (* 1960), deutscher Literaturwissenschaftler

### R
- Ralph Alt (* 1947), deutscher Richter und Schachfunktionär
- Renata Alt (* 1965), deutsch-slowakische Chemikerin und Politikerin (FDP), MdB
- Robert Alt (1905–1978), deutscher Politiker in der DDR
- Robert Alt (Bobfahrer) (1927–2017), Schweizer Bobsportler
- Rudi Alt (1914–2002), deutscher Widerstandskämpfer (Weiße Rose)
- Rudolf von Alt (1812–1905), österreichischer Maler und Aquarellist
- Rudolf Alt (Fußballspieler) (* 1926), deutscher Fußballspieler

### S
- Sabine Alt (* 1959), deutsche Krimiautorin
- Salome Alt (1568–1633), salzburgische Lebensgefährtin des Fürsterzbischofs Wolf Dietrich von Raitenau
- Susanne Alt (* 1978), deutsche Saxophonistin und Komponistin

### T
- Tabea Alt (* 2000), deutsche Geräteturnerin
- Theodor Alt (1846–1937), deutscher Maler

### W
- Walter Alt (Fußballtrainer) (1890–??), österreichischer Fußballtrainer
- Walter Alt (Bankier) (1947–2010), deutscher Bankier
- Wolfgang Alt (* 1947), deutscher Mathematiker und Zellbiologe